# Palacio de Invierno

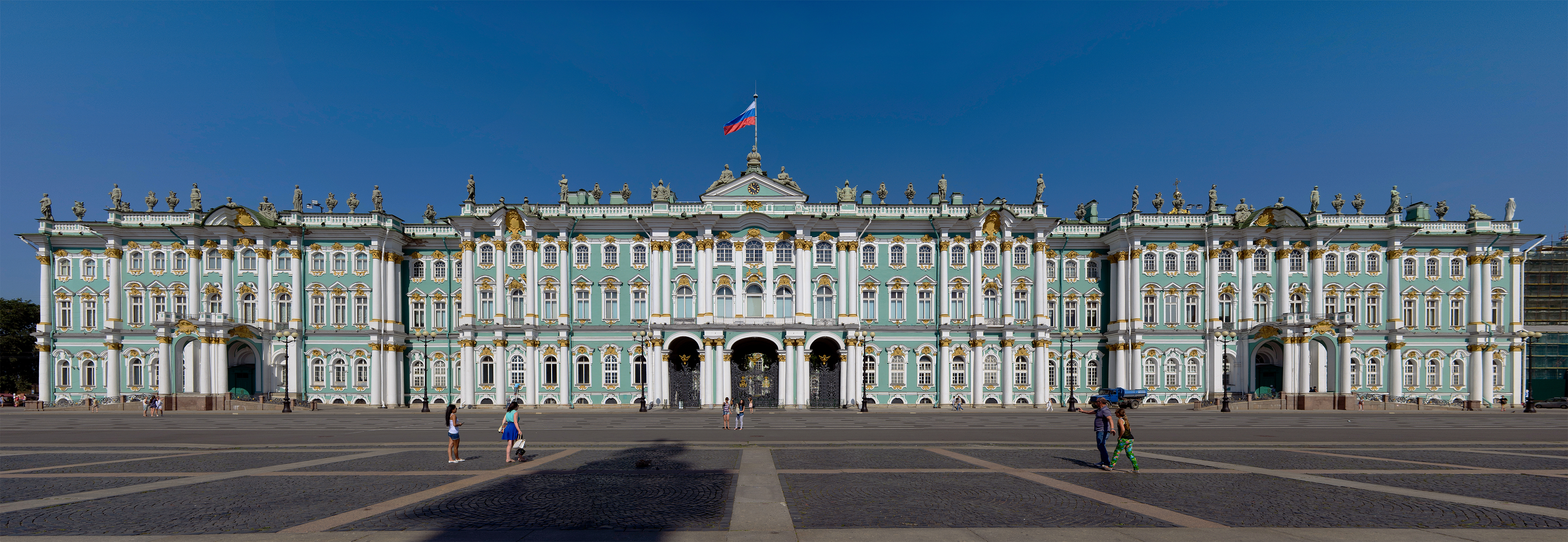
El palacio de Invierno, visto desde la plaza del Palacio.

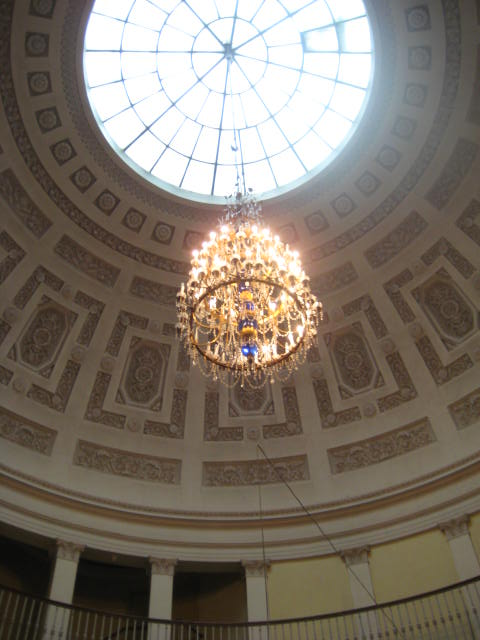
Cúpula en el palacio.

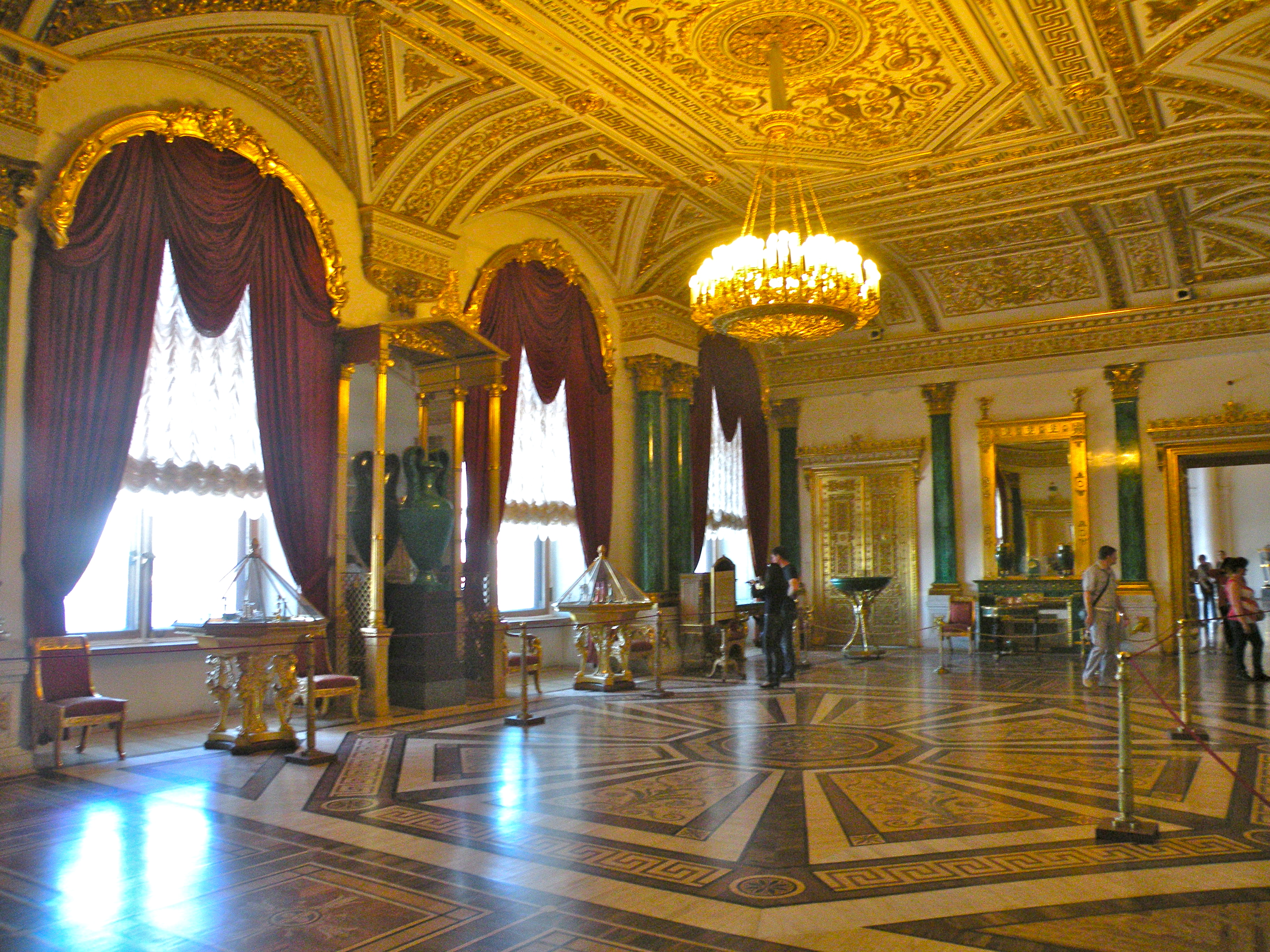
Sala de malaquita.

El palacio de Invierno (en ruso: Зимний дворец) es una gran edificación que se encuentra en San Petersburgo (Rusia), la cual fue entre 1732 y 1917 la residencia oficial de los zares. Actualmente es la sede del museo del Hermitage.

## Ubicación
Se encuentra entre la avenida Dvortsóvaya Náberezhnaya que bordea el río Nevá y la plaza del Palacio, cerca del sitio en el cual se encontraba ubicado el Palacio de Invierno primigenio de Pedro El Grande; el palacio de Invierno actual es el cuarto que se construyó y que sufrió continuas remodelaciones entre fines de 1750 y 1837, cuando fue seriamente dañado por un incendio siendo reconstruido de forma inmediata. El ataque al palacio en 1917 se convirtió en un ícono de la revolución rusa.

## Diseño
El palacio fue construido en una escala monumental cuyo objetivo era ser el reflejo de la grandeza y el poder de la Rusia Imperial. Desde el palacio, el zar y autócrata de todas las Rusias gobernaba sobre un territorio de 22.400.000 km² (casi 1/6 de la superficie continental terrestre) y sobre 176,4 millones de personas. Es el  del diseño de numerosos arquitectos, entre los que se destaca el trabajo de Bartolomeo Rastrelli, en lo que se denominó el estilo barroco isabelino (por la época del reinado de Isabel I de Rusia); el palacio verde y blanco posee la forma de un rectángulo alargado. El palacio posee 1.786 puertas, 1.945 ventanas, 1.500 habitaciones y 117 escaleras. Su fachada principal mide 150 m de longitud y 30 m de altura. La reconstrucción de 1837 no modificó la apariencia exterior, pero se rediseñaron grandes sectores de su interior en una variedad de estilos y gustos, por lo cual el palacio es descrito como «un palacio del siglo XIX inspirado en un modelo de estilo rococó.»

### Arquitectura
Tal y como está terminado, la forma exterior predominante de la arquitectura del Palacio de Invierno, con su decoración en forma de estatuas y opulentos trabajos de estuco en los frontones sobre las fachadas y ventanas, es barroca. El exterior se ha mantenido tal y como se terminó durante el reinado de Isabel I de Rusia. Las fachadas principales, las que dan a la Plaza del Palacio y al río Neva, siempre han sido accesibles y visibles al público. Sólo las fachadas laterales están ocultas tras muros de granito, que esconden un jardín creado durante el reinado de Nicolás II. El edificio fue concebido como un palacio urbano, más que como un palacio privado dentro de un parque, como el de los reyes franceses en Versalles.

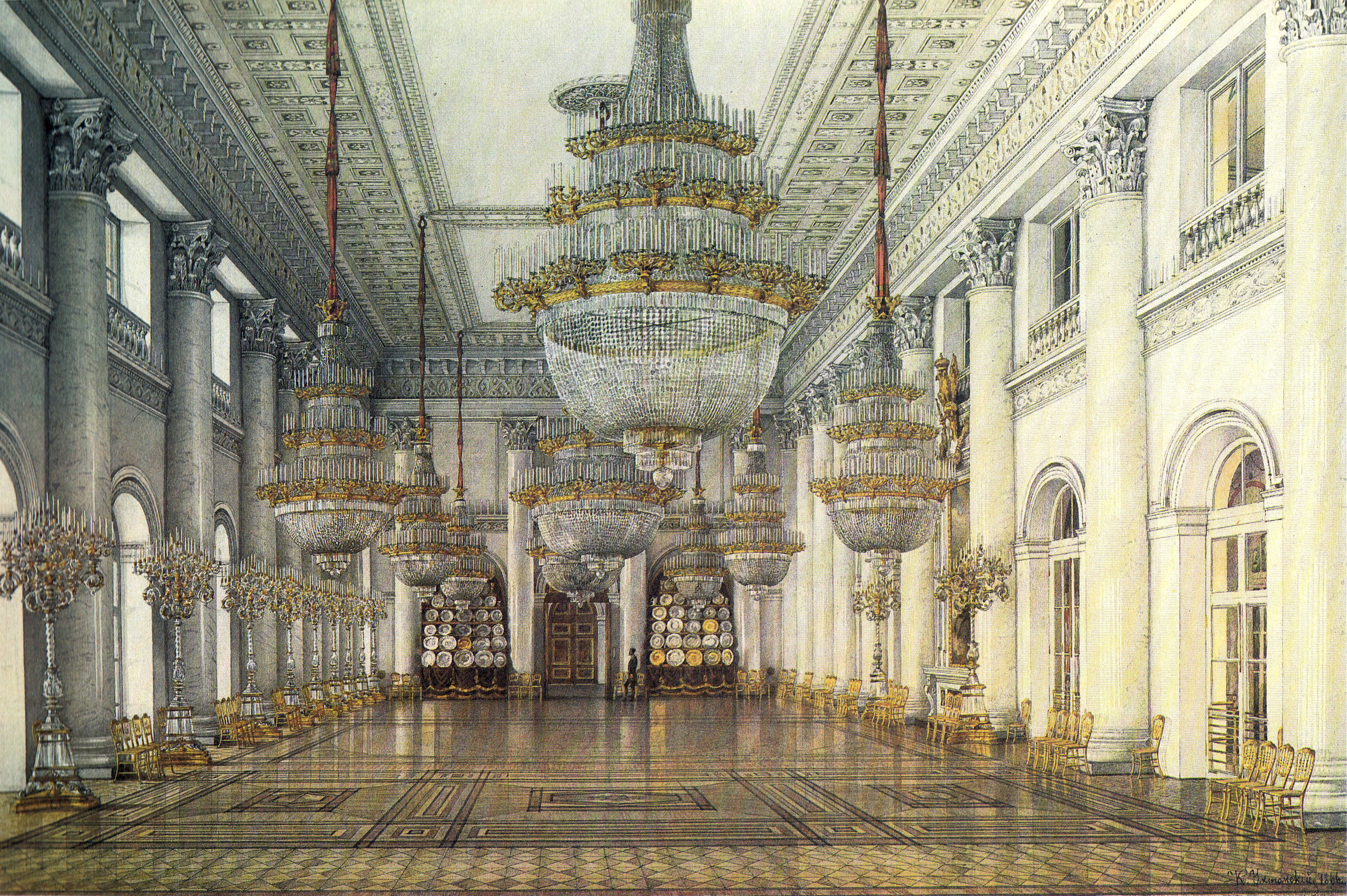
El Salón Nicolás es la sala de recepción principal, en el centro de la Enfilada del Neva. En esta sala se celebraban los bailes de la corte. Pintura de Konstantin Ukhtomsky

El tema arquitectónico continúa en todo el interior del palacio. En el primer piso, el piano nobile, se distingue por sus ventanas más altas que las de los pisos superiores e inferiores. Cada ventana está dividida de su vecina por una pilastra. La monotonía repetitiva de las largas elevaciones sólo se rompe con los vanos simétricos ligeramente salientes, muchos de ellos con su propio pequeño pórtico. Este tema ha sido constante durante todas las reconstrucciones y alteraciones posteriores del palacio. Los únicos cambios externos han sido de color: en varios momentos de su historia el palacio se ha pintado de diferentes tonos. En el siglo XVIII, el palacio se pintó de amarillo pajizo con blanco y adornos dorados.  Bajo el mandato de Nicolás I, en 1837, se pintó de un rojo apagado, que se mantuvo durante la revolución y el primer periodo soviético. Tras las obras de restauración de la Segunda Guerra Mundial, se pintó de verde con los ornamentos en blanco, el patrón de color soviético para los edificios barrocos (el palacio Stroganov, por ejemplo, también era verde y blanco en este periodo).
Internamente, el palacio aparece como una combinación de barroco y neoclásico. Poco del diseño interior rococó de Rastrelli ha sobrevivido; sólo la Escalera del Jordán y la Gran Iglesia permanecen en su estilo original. Los cambios en el interior se debieron en gran medida a las influencias de los arquitectos contratados por Catalina la Grande en los últimos años de su vida, Starov y Quarenghi, que empezaron a modificar gran parte del interior del palacio tal y como lo había diseñado Rastrelli. Catalina siempre quiso estar a la última moda, y durante su reinado las influencias arquitectónicas más severas de la moda neoclásica, en Europa occidental desde finales de la década de 1760, se deslizaron lentamente hacia San Petersburgo. Los interiores neoclásicos se acentuaron y ampliaron aún más durante el reinado del nieto de Catalina, Nicolás I.
A Quarenghi se le atribuye la introducción del estilo neoclásico en San Petersburgo. Su trabajo, junto con el de Karl Ivanovich Rossi y Auguste de Montferrand, transformó gradualmente a San Petersburgo en una "ciudad imperial". Montferrand no sólo creó algunos de los mejores interiores neoclásicos del palacio, sino que también fue responsable de la erección de la Columna de Alejandro durante el reinado de Nicolás I en la recién diseñada plaza del Palacio de Rossi.
Durante mucho tiempo, el palacio de Invierno fue el edificio más alto de la ciudad. En 1844, Nicolás I dio la orden de que las casas privadas debían ser al menos 1 sazhen (2,13 m) más bajas que el palacio de Invierno. Esta norma estuvo vigente hasta 1905.

### Interior

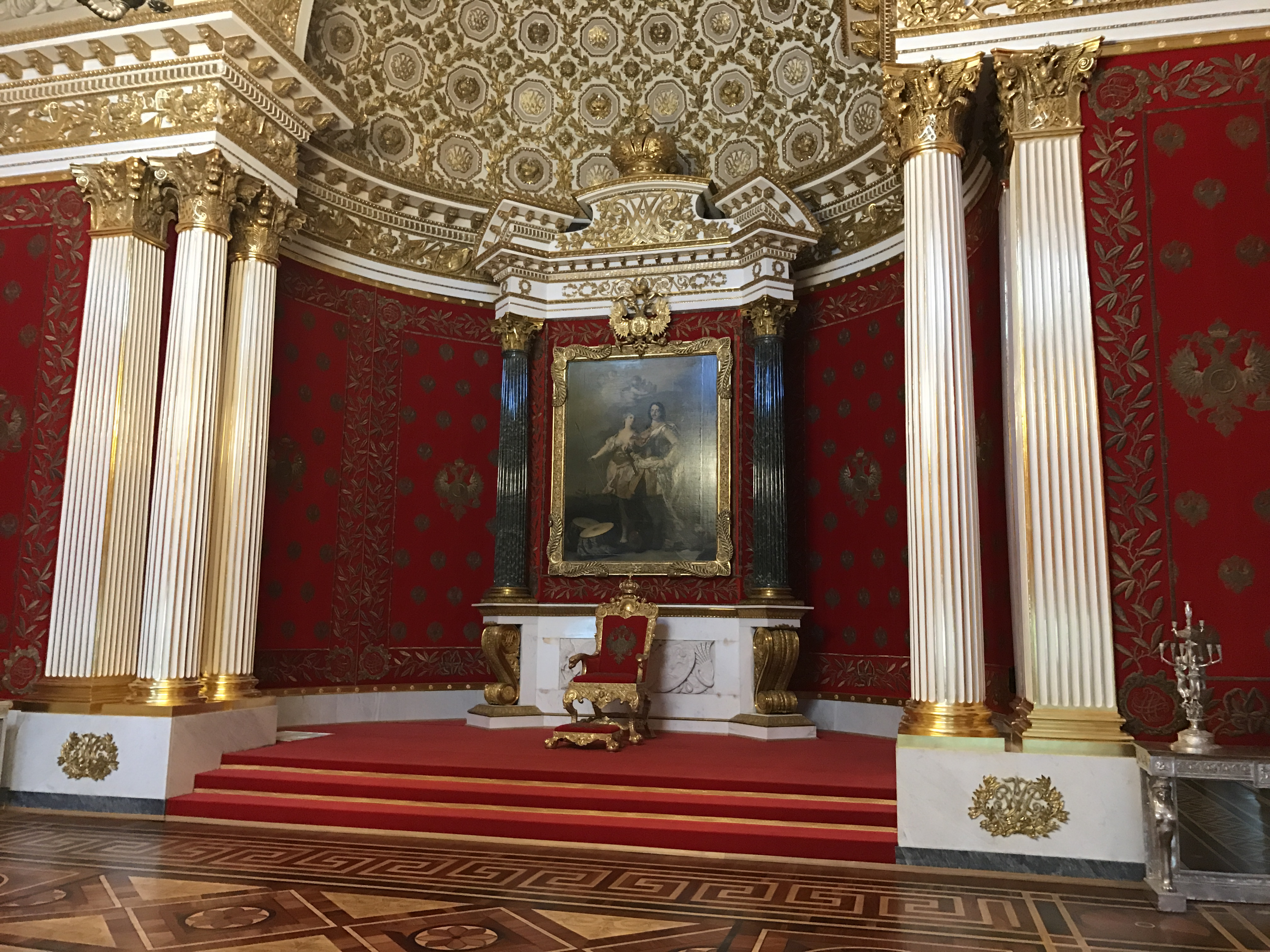
El Pequeño Salón del Trono (10 en el plano) fue creado por Auguste de Montferrand en 1833. Tiene columnas de jaspe. Los diplomáticos se reunían aquí el día de Año Nuevo para ofrecer buenos deseos al Emperador.

Se dice que el Palacio de Invierno contiene 1.500 habitaciones, 1.786 puertas y 1.945 ventanas. La fachada principal tiene una longitud de 500 pies (152,4 m) y una altura de 100 pies (30,5 m). La planta baja contenía sobre todo oficinas burocráticas y domésticas, mientras que la segunda planta estaba destinada a apartamentos para los altos cortesanos y funcionarios de alto rango. En la primera planta, el piano nobile, se encontraban las principales estancias y viviendas de la Familia Imperial. Las grandes salas de estado, utilizadas por la corte, están dispuestas en dos enfiladas, desde lo alto de la Escalera de Jordania. La suite barroca original de la zarina Isabel, que da al oeste, frente al Neva, fue completamente rediseñada en 1790-93 por Giacomo Quarenghi. Transformó la enfilada original de cinco salas de estado en un conjunto de tres vastos salones, decorados con columnas de mármol de imitación, bajorrelieves y estatuas.
Para Catalina II se creó una segunda suite de habitaciones de estado que se extiende hacia el sur hasta la Gran Iglesia. Entre 1787 y 1795, Quarenghi añadió a esta suite una nueva ala oriental que contenía el gran salón del trono, conocido como Salón de San Jorge (13), que unía el Palacio de Invierno con el palacio menos formal de Catalina, el Hermitage, situado al lado. Este conjunto fue modificado en la década de 1820 cuando se creó la Galería Militar (11) a partir de una serie de pequeñas salas, para celebrar la derrota de Napoleón. Esta galería, que había sido concebida por Alejandro I, fue diseñada por Carlo Rossi y se construyó entre junio y noviembre de 1826 bajo el mandato de Nicolás I; se inauguró el 25 de octubre de 1826. Para la Galería de 1812, el zar encargó 332 retratos de los generales que contribuyeron a la derrota de Francia. El artista fue el británico George Dawe, que recibió la ayuda de Alexander Polyakov y Wilhelm August Golicke.
Nicolás I también fue responsable de la creación de las Galerías de Batalla, que ocupan la parte central de la fachada de la Plaza del Palacio. Fueron rediseñadas por Alexander Briullov para conmemorar las victorias rusas anteriores a 1812. Inmediatamente al lado de estas galerías que celebran la derrota francesa, se encontraban las habitaciones donde Maximiliano, Duque de Leuchtenberg, el hijastro de Napoleón y yerno del Zar, vivió durante los primeros días de su matrimonio.

### Incendio de 1837
En 1833, de Montferrand fue contratado para rediseñar los salones de estado del este y crear el Salón del Mariscal de Campo y el Pequeño Salón del Trono (9 y 10). En 1837 se produjo un incendio. Se desconoce su causa, pero se atribuye su propagación a de Montferrand. El arquitecto estaba siendo apresurado por el Zar para una pronta terminación, por lo que utilizó materiales de madera donde la piedra habría sido mejor. Además, entre los tabiques de madera construidos apresuradamente se ocultaron chimeneas en desuso; sus chimeneas, junto con los estrechos conductos de ventilación, actuaron como conductos de humos para el fuego, permitiendo que éste se propagara sin ser detectado entre las paredes de una habitación a otra hasta que fue demasiado tarde para extinguirlo.

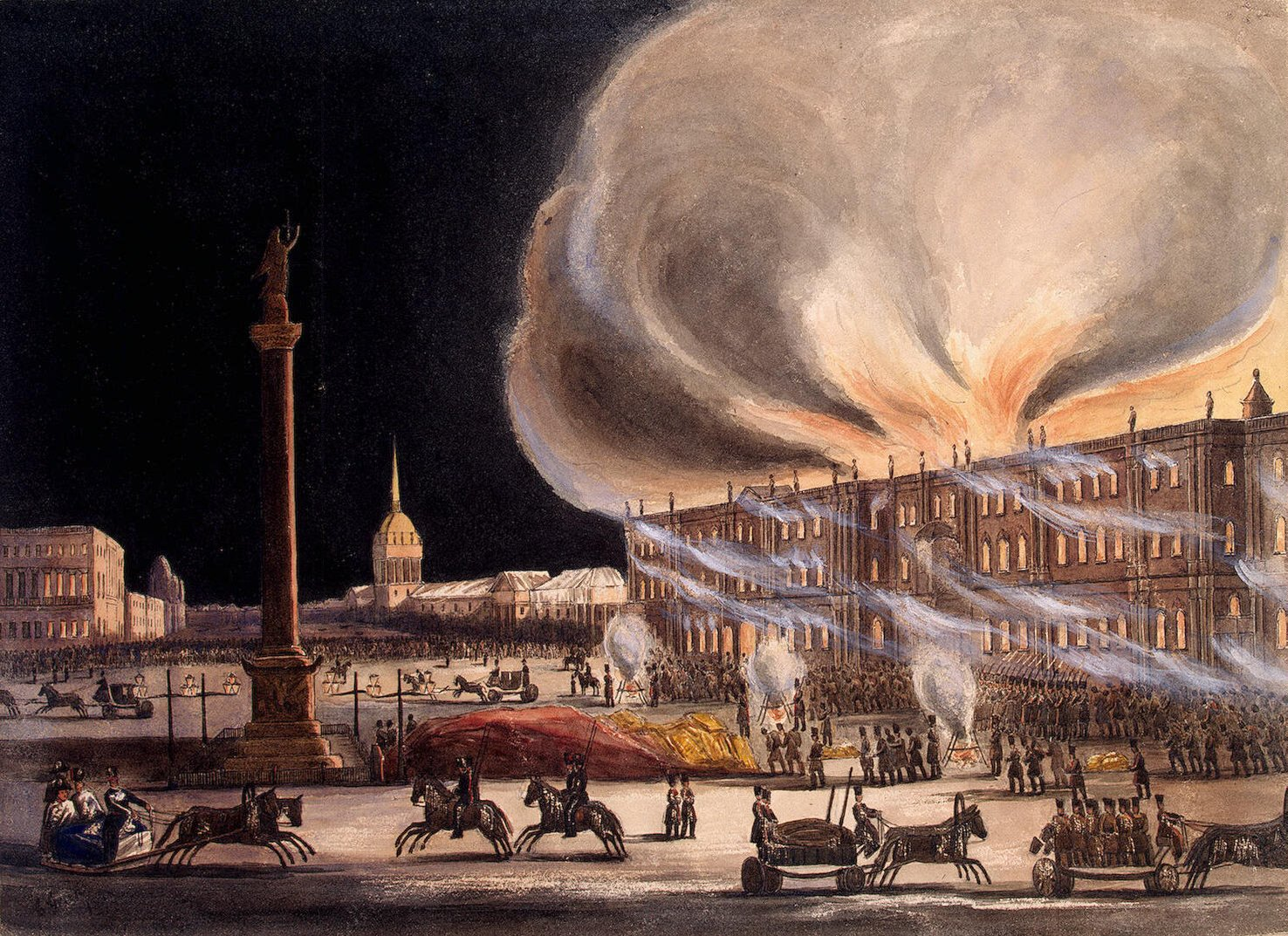
Incendio en el palacio de Invierno por Boris Green

Una vez detectado, el fuego siguió propagándose, pero lo suficientemente lento como para que los guardias y el personal del palacio pudieran rescatar gran parte del contenido, depositándolo en la nieve de la plaza del Palacio. No fue una hazaña, ya que los tesoros del palacio de Invierno eran siempre muebles pesados y ornamentos frágiles más que cuadros más ligeros. Para crear un cortafuegos, el zar ordenó la destrucción de los tres pasajes que conducían al Hermitage, un acto afortunado que salvó el edificio y la enorme colección de arte. El poeta ruso Vasili Zhukovsky fue testigo de la conflagración: «una inmensa hoguera con llamas que llegaban al cielo». El fuego ardió durante varios días y destruyó la mayor parte del interior del Palacio de Invierno.
Al parecer, el zar ignoró el tamaño del palacio y ordenó que la reconstrucción se completara en un año. El Marqués de Custine describió los «esfuerzos inauditos» que fueron necesarios para facilitarlo. «Durante las grandes heladas se emplearon continuamente 6.000 obreros; de ellos, un número considerable moría diariamente, pero las víctimas eran sustituidas al instante por otros campeones llevados a perecer.» Las obras fueron supervisadas por Piotr Kleinmichel, que ya se había ganado una reputación de despiadado cuando servía en el asentamiento militar bajo Arakcheev.
La reconstrucción del palacio aprovechó las últimas técnicas de construcción de la era industrial. El tejado estaba sostenido por una estructura metálica, mientras que los vanos de los techos de los grandes salones estaban sostenidos por vigas de hierro. Tras el incendio, el exterior, la mayoría de las principales suites de estado, la escalera del Jordán y la Gran Iglesia fueron restaurados a su diseño y decoración originales por el arquitecto Vasily Stasov. Sin embargo, algunas de las habitaciones, como la segunda más grande del Palacio de Invierno, el Salón de la Armadura, se volvieron mucho más ornamentadas, con un fuerte uso del gilt. Las habitaciones más pequeñas y privadas del palacio fueron alteradas y decoradas en varios estilos contemporáneos del siglo XIX por Alexander Briullov según los caprichos y la moda de sus ocupantes previstos, desde el gótico hasta el rococó. El tocador carmesí de la zarevna (23), en los apartamentos imperiales privados, era una fiel reproducción del estilo rococó, que Catalina II y sus arquitectos empezaron a eliminar del palacio menos de 50 años antes. Una de las estancias más notables del palacio se creó a raíz del incendio, cuando el Salón de Jaspe, que había sido destruido, fue reconstruido como Salón de Dibujo de Malaquita, la principal sala de recepción de la suite de la zarina. El propio zar, a pesar de toda la grandeza que creaba en sus palacios, amaba la mayor sencillez. Su dormitorio en el Palacio de Invierno era espartano, sin más adornos que algunos mapas y un icono, y dormía en una cama de campaña con un colchón de paja.

## Historia

### Palacio de Invierno de Pedro el Grande (1711-1753)

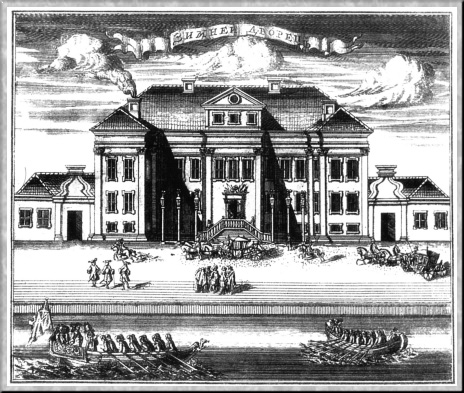
El primer palacio de Invierno, diseñado en 1711 para Pedro el Grande, por Domenico Trezzini que, 16 años después, diseñaría el tercer palacio de Invierno.

A su regreso de su Gran Embajada en 1698, Pedro I de Rusia se embarcó en una política de occidentalización y expansión que iba a transformar el Zarato Ruso en el Imperio Ruso y en una gran potencia europea. Esta política se manifestó en ladrillos y cemento con la creación de una nueva ciudad, San Petersburgo, en 1703. La cultura y el diseño de la nueva ciudad pretendían ser un rechazo consciente de la tradicional bizantina influenciada por la arquitectura rusa, como el entonces de moda barroco de Naryshkin, en favor de la arquitectura de inspiración clásica que prevalecía en las grandes ciudades de Europa. El zar pretendía que su nueva ciudad se diseñara en estilo renacentista flamenco, posteriormente conocido como barroco petrino, y éste fue el estilo que seleccionó para su nuevo palacio en la ciudad. La primera residencia real en el lugar había sido una humilde cabaña de madera conocida entonces como la Domik Petra I, construida en 1704, que daba al río Neva. En 1711 fue trasladada a la Petrovskaya Naberezhnaya, donde todavía se encuentra. Con el lugar despejado, el zar se embarcó entonces en la construcción de una casa más grande entre 1711 y 1712. Esta casa, hoy conocida como el primer Palacio de Invierno, fue diseñada por Domenico Trezzini.
El siglo XVIII fue un periodo de gran desarrollo en la arquitectura real europea, ya que la necesidad de una residencia fortificada fue disminuyendo. Este proceso, que había comenzado a finales del siglo XVI, se aceleró y los grandes palacios clásicos sustituyeron rápidamente a los castillos fortificados en los países europeos más poderosos. Uno de los primeros y más notables ejemplos fue el Luis XIV del Versalles. Terminado en gran parte en 1710, Versalles -con su tamaño y esplendor- aumentó la rivalidad entre los soberanos de Europa. Pedro el Grande de Rusia, deseoso de promover todos los conceptos occidentales, deseaba tener un palacio moderno como sus colegas soberanos. Sin embargo, a diferencia de algunos de sus sucesores, Pedro I nunca aspiró a rivalizar con Versalles.

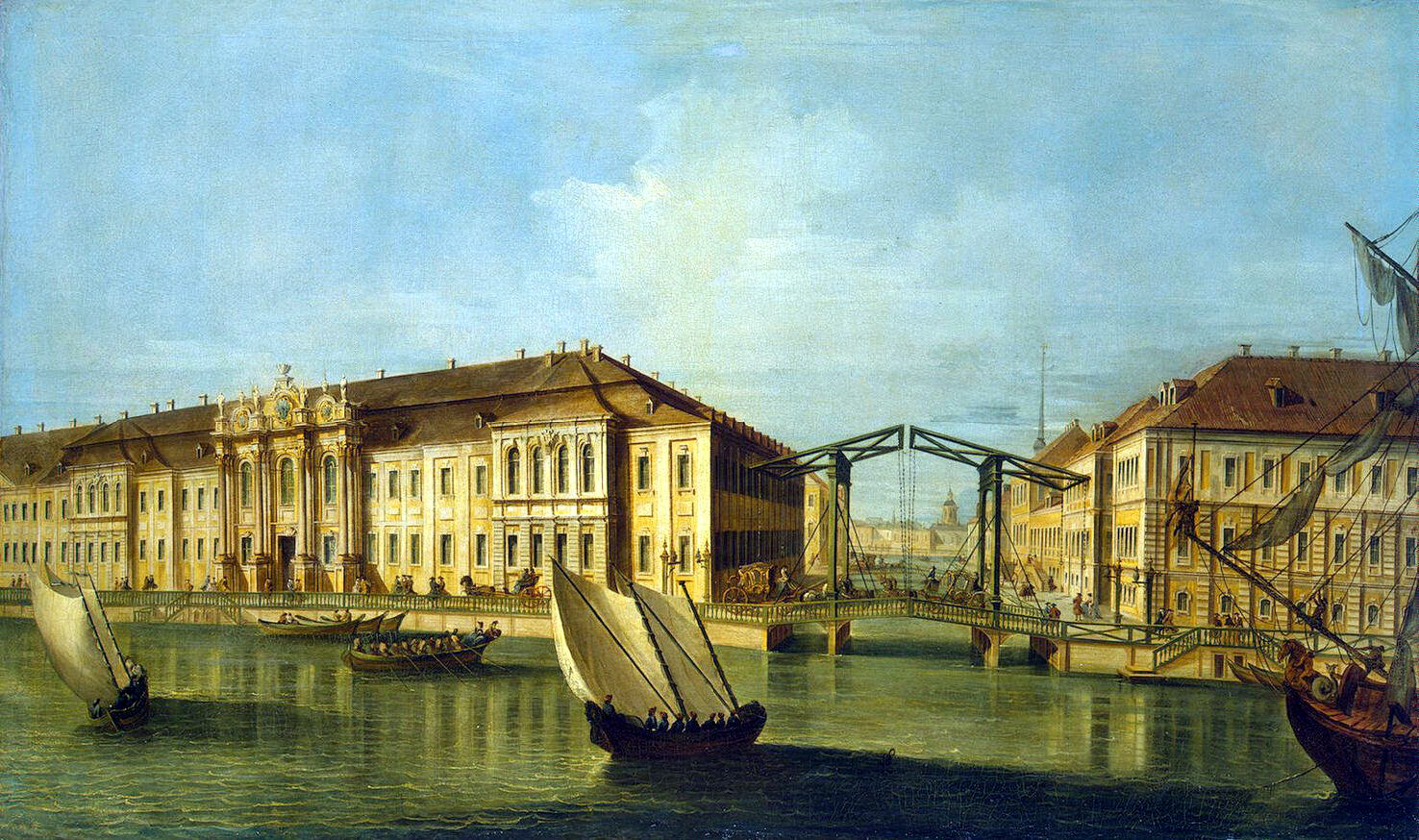
El tercer Palacio de Invierno de 1727. Diseñado por Domenico Trezzini incorporó el segundo Palacio de Invierno de 1721 de Georg Mattarnovy como uno de sus pabellones de terminación.

El primer palacio de Invierno era un modesto edificio de dos plantas principales bajo un tejado de pizarra. Parece que Pedro se cansó pronto del primer palacio, pues en 1721 se construyó la segunda versión del palacio de Invierno bajo la dirección del arquitecto Georg Mattarnovy. El palacio de Mattarnovy, aunque todavía muy modesto en comparación con los palacios reales de otras capitales europeas, constaba de dos plantas sobre una planta baja rústica, con un saliente central bajo un frontón sostenido por columnas. Fue aquí donde murió Pedro el Grande en 1725.
El palacio de Invierno no era el único palacio de la ciudad inacabada, ni siquiera el más espléndido, ya que Pedro había ordenado a sus nobles que construyeran residencias de piedra y que pasaran allí la mitad del año. Se trataba de una orden impopular; San Petersburgo estaba fundada sobre un pantano, con poca luz solar, y se decía que allí sólo crecerían coles y nabos. Se prohibió la tala de árboles para obtener combustible, por lo que sólo se permitía el uso de agua caliente una vez a la semana. Sólo la segunda esposa de Pedro, la emperatriz Catherine, pretendía disfrutar de la vida en la nueva ciudad.
Como resultado de la mano de obra esclava presionada desde todo el Imperio, las obras de la ciudad progresaron rápidamente. Se calcula que 200.000 personas murieron en veinte años mientras se construía la ciudad. Un diplomático de la época, que describió la ciudad como "un montón de aldeas unidas entre sí, como alguna plantación de las Indias Occidentales", pocos años después la calificó como "una maravilla del mundo, teniendo en cuenta sus magníficos palacios". Algunos de estos nuevos palacios de estilo barroco flamenco, tan queridos por Pedro, como el Salón Kikin y el palacio Menshikov, siguen en pie.

### Construcción
Se construyó entre 1754 y 1762, siendo el edificio residencial más alto de San Petersburgo de aquella época. Tenía unas 1.500 habitaciones en 60 mil metros cuadrados. Encargado por Isabel Petrovna, esta no vivió para ver la construcción terminada; fue Pedro III quien se hizo cargo de las obras el 6 de abril de 1762. Para entonces, las fachadas estaban terminadas, pero muchas de las habitaciones interiores aún no estaban listas. En el verano de 1762 Pedro III fue destronado y la construcción del palacio de Invierno se terminó con Catalina II.
Esta en primer lugar despidió a Rastrelli. Los arquitectos J. M. Felten, J. B. Vallin-Delamotte y A. Rinaldi, bajo la dirección de Betsky, terminaron los interiores.
Según la disposición original de Rastrelli, las habitaciones de estado más grandes estaban en la planta principal y daban al Neva. La ruta hacia el salón del Trono, que ocupaba todo el espacio del ala noroeste, comenzaba en el este -desde la escalera Jordán o, como se llamaba antes, de los Embajadores y pasaba por un conjunto de cinco antecámaras (de las cuales tres de tamaño medio formaron más tarde el Salón Nicolás). En el ala suroeste, Rastrelli colocó el teatro palaciego de la ópera". Las cocinas y otros servicios ocupaban el ala noreste, mientras que en el ala sureste se construyó una galería entre las dependencias y la "Gran Iglesia" en el patio este.
En 1763 la emperatriz trasladó sus habitaciones a la parte sureste del palacio. Debajo de sus habitaciones dispuso las de su favorito, Grigory Orlov (en 1764-1766 se construyó el Pabellón Sur del Pequeño Hermitage para Orlov y se conectó con los apartamentos de Catalina mediante un puente sobre el canal). El Salón del Trono se instaló en la esquina noroeste del edificio y la Sala Blanca frente a él. Detrás del Salón Blanco se construyó un comedor. La Sala de la Luz se encuentra junto a ella. Al Comedor le siguió el Alcoba Ceremonial”, que un año después se convertiría en la Sala del Diamante. La emperatriz también encargó una biblioteca, un estudio, un tocador, dos dormitorios y un lavabo.
En 1764, 317 valiosos cuadros por valor de 183.000 táleros fueron donados a Catalina II desde Berlín, procedentes de la colección privada de Johann Ernst Gotzkowsky (1710-1775), para saldar su deuda con el príncipe Vladimir Sergeyevich Dolgorukov. Al menos 96 de los 317 cuadros (se cree que sólo había 225), en su mayoría de la escuela holandesa-flamenca de la primera mitad del siglo XVII, que fueron donados a Rusia en 1764 y sentaron las bases de la colección del Hermitage, siguen hoy allí. Las pinturas se alojaron en un anexo del palacio, que recibió el nombre francés de "Hermitage" (lugar de reclusión); entre 1767 y 1775 se construyó un edificio al este del palacio para ellas. En las décadas de 1780 y 1790, los trabajos de decoración de los interiores del palacio fueron continuados por I. E. Starov y G. Quarenghi.

## Importancia histórica
En 1905, el palacio fue el escenario de la masacre del Domingo sangriento, aunque para esta fecha la familia imperial ya había optado por fijar su residencia en el palacio de Alejandro que se encuentra más retirado y más seguro en Tsárskoye Seló, y sólo regresaba al Palacio de Invierno para ocasiones muy especiales o de naturaleza formal. Tras la Revolución de febrero de 1917, durante un breve tiempo el palacio fue la sede del Gobierno provisional ruso, liderado por Alexander Kerensky. Posteriormente ese mismo año, el palacio fue atacado por la Guardia Roja, un grupo de soldados y marineros bolcheviques, en lo que fue un momento definitorio en el nacimiento del estado soviético.
La historia del Palacio de Invierno está muy relacionada con la del Museo del Hermitage, uno de los más importantes del mundo. Las obras de arte usadas para su decoración, tras muchos avatares históricos, son la base de las colecciones del museo. Así mismo el palacio es el principal edificio, junto a otros, del complejo que lo forman.